# Carta geografica

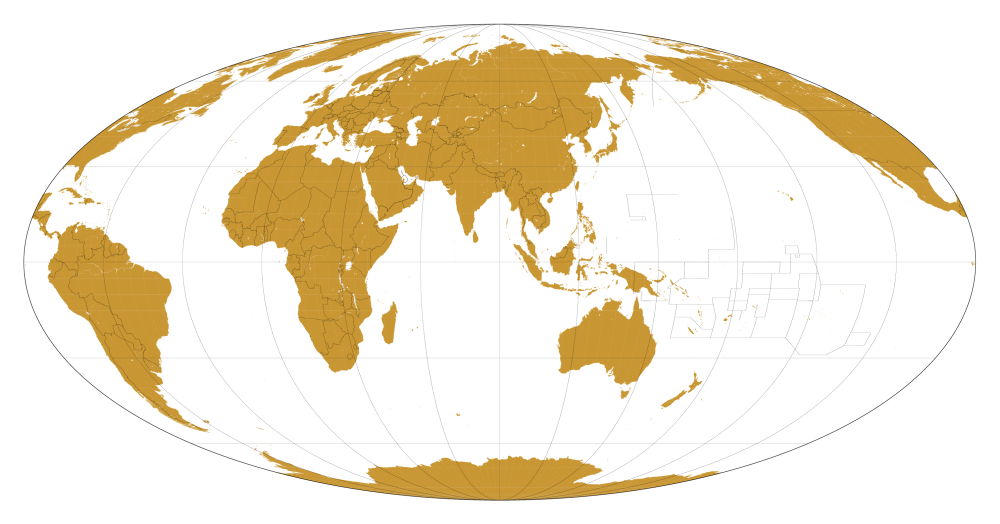
Esempio di carta geografica estesa all'intera Terra (planisfero)

Una carta geografica è una rappresentazione per determinate caratteristiche della superficie della Terra, o di parte di essa, per mezzo di linee, tratti, ombre, colori e altri segni convenzionali. 
Una carta geografica è una rappresentazione totalmente simbolica, ma '’esatta, precisa, veridica, documentata di quello che la superficie terrestre effettivamente è, nei rapporti dimensionali, sia orizzontali che verticali. 
Essa si fonda sul rilevamento topografico (topografia). Il  compito ed anche il pregio della carta geografica è di prospettare ai nostri occhi una porzione più o meno ridotta della superficie terrestre, a seconda delle esigenze a cui deve soddisfare. La cartografia è esistita anche nell'antichità, ma ha subìto nel tempo varie trasformazioni, quella moderna è stata fondata nel XVI secolo.

## Descrizione
Nella maggior parte delle carte il Nord è in alto, il Sud in basso, l'Est a destra e l'Ovest a sinistra di chi guarda la carta, anche se storicamente abbiamo avuto carte orientate a Est (tutte quelle che privilegiavano il sorgere del Sole, se cristiane il Paradiso Terrestre, Gerusalemme luogo della Passione, ecc), oppure verso Sud (specialmente arabe e cinesi), raramente orientate a Ovest (molte carte nautiche, specie portoghesi). Non mancano, soprattutto tra il XV e il XVI secolo, atlanti dove ogni singola pagina è orientata verso un punto cardinale diverso. La convenzione di standardizzare l'orientamento della cartografia occidentale verso Nord si consolida lentamente tra il Seicento ed il Settecento e viene consacrata nell'Ottocento.
La configurazione orizzontale di una regione viene riprodotta da linee che, con le loro sinuosità, indicano il contorno delle coste, il corso dei fiumi, le vie, le strade ferrate, i canali, ecc.
La configurazione verticale, cioè le montagne, gli altopiani, le pianure, le depressioni, ecc, si riproduce approssimativamente per mezzo del tratteggio e delle ombre. Speciali segni indicano i confini degli stati, le capitali, le città importanti, i valichi, ecc.

## Tipi di carte
Le carte geografiche hanno differenti nomi a seconda delle forme, l'estensione della regione che rappresentano e lo studio speciale per cui servono.

### In base all'estensione
Il planisfero rappresenta la superficie terrestre, divisa in due emisferi (solitamente si usa il meridiano di Ferro che permette di avere per intero le terre emerse in uno o nell'altro emisfero) o in forma di piano rettangolare come quella del Mercatore. Il termine mappamondo (ossia mappa del mondo) è spesso impropriamente usato anche per indicare il globo terrestre, che è la rappresentazione della superficie terrestre su una sfera anziché su un piano.
Le carte generali rappresentano un continente o una delle parti del mondo.
Le carte corografiche sono quelle che rappresentano uno Stato, o una singola regione.
Le carte topografiche rappresentano una città o un distretto con tutti i particolari.
La parola mappa (anche detta  pianta) in italiano non è un sinonimo di carta geografica. Si usa per indicare carte di territori ristretti, realizzate in modo più dettagliato di una carta topografica (p.es. quando si dice "mappa di una città", "mappa del tesoro", "mappa catastale" ecc.).

### In base al contenuto

Esempio di carta politica: gli stati attuali dell'Europa

Le carte politiche rappresentano gli stati e le loro divisioni amministrative.

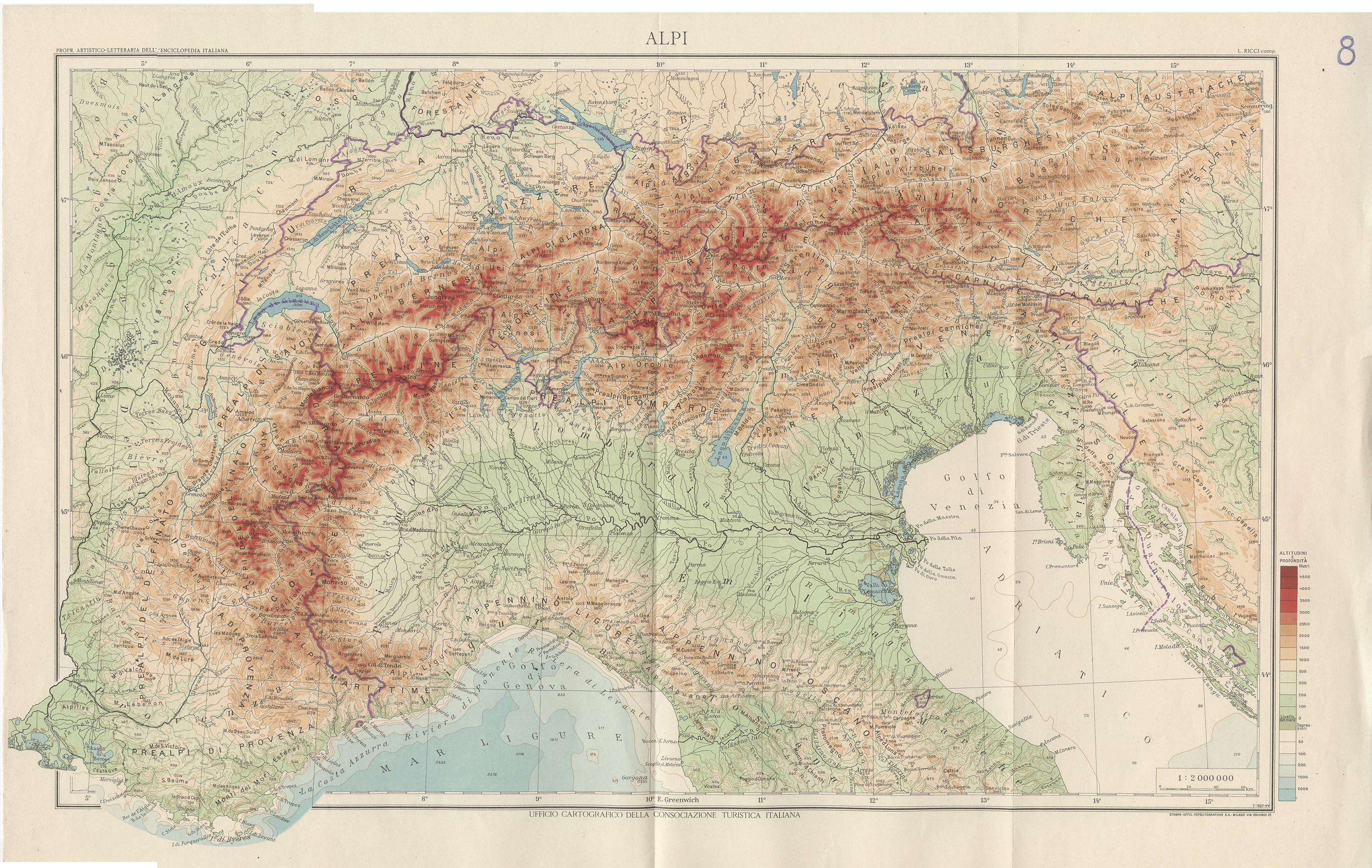
Esempio di carta fisica: le Alpi e il bacino idrografico del Po

Le carte fisiche rappresentano la conformazione del suolo senza indicare gli stati e le loro divisioni amministrative. (Spesso nelle carte fisiche sono indicati alcuni elementi politici, p.es. i confini tra gli stati, ma solo nella misura strettamente necessaria per una migliore comprensibilità.)
Le carte storiche rappresentano la situazione politica in uno o più momenti del passato.
Le carte celesti rappresentano il cielo notturno, spesso da punti di vista diversi o in momenti diversi. L'astrolabio è uno strumento che permette di visualizzare una carta celeste specifica sulla base di una scelta di elementi.
Esistono anche altri tipi di carte astronomiche, p.es. la carta della superficie della Luna.

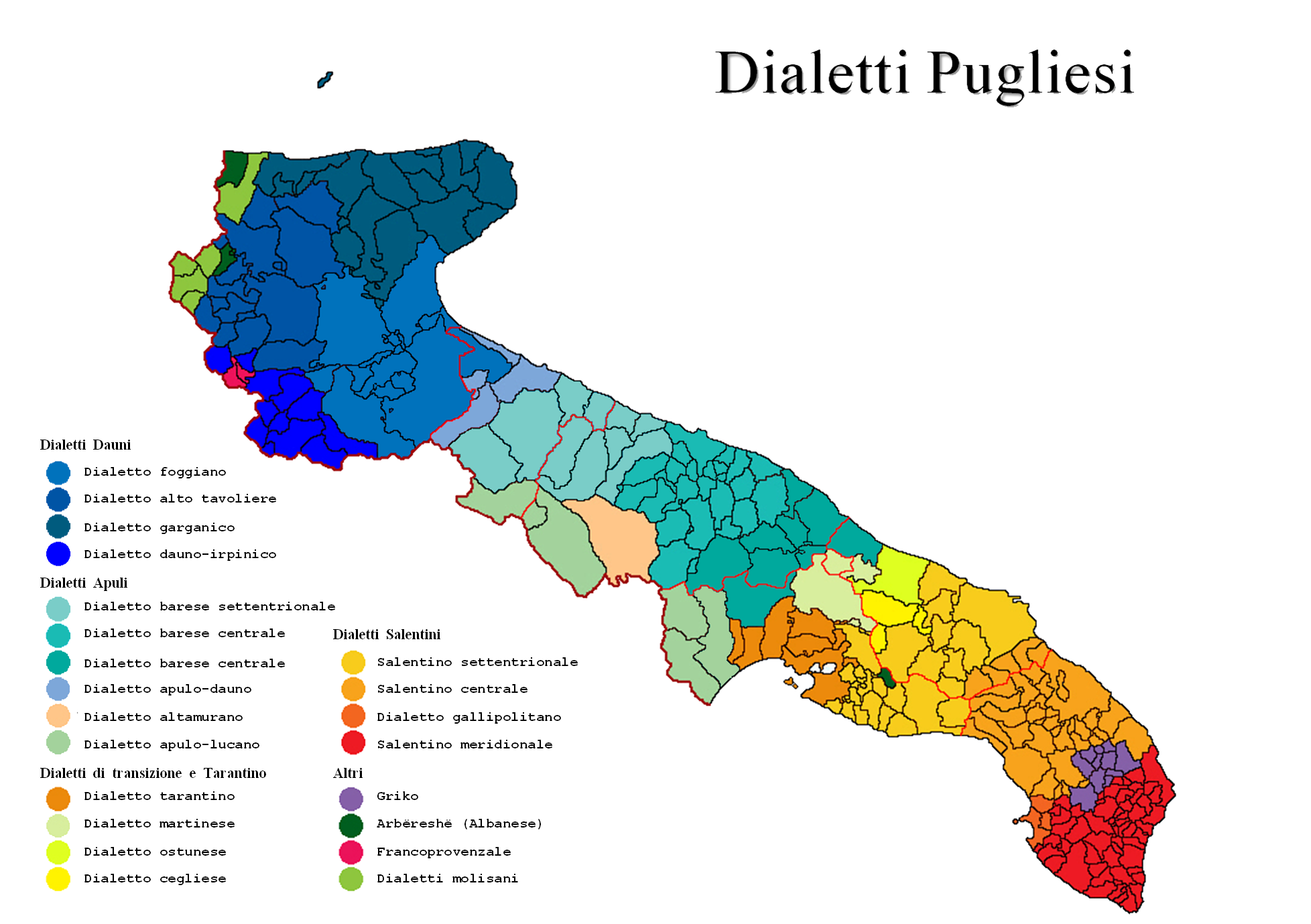
Esempio di carta tematica: i dialetti della Puglia

Le carte tematiche mettono in risalto uno o più elementi di un territorio. Tra queste:
- Le carte della produzione e quelle commerciali rappresentano nel loro complesso l'attività economica di singole zone o dell'intero pianeta
- Le carte oro-idrografiche rappresentano l'orografia e l'idrografia dei paesi.
- Le carte naturalistiche indicano la distribuzione della flora e della fauna.
- Le carte etnografiche indicano la distribuzione delle popolazioni umane.
- Le carte geologiche mostrano le tipologie di rocce e di suoli che compongono la superficie terrestre.
- Le carte nautiche rappresentano i mari, l'esatto delineamento delle coste e delle isole e le indicazioni utili ai natanti.
- Le carte turistiche contengono le indicazioni utili a chi viaggia ed in particolare i monumenti e le località turistiche.
- Le carte da orientamento vengono utilizzate nello sport orientamento.
- Le carte delle comunicazioni indicano le linee ferroviarie, di navigazione, le strade postali, telegrafiche e telefoniche.

Esistono anche carte che, pur avendo contenuti completi, sono finalizzate a particolari usi e mettono in evidenza gli elementi d'interesse per tale uso. Esempi di tali carte sono:
- Le carte stradali, che evidenziano le strade. le distanze, i servizi lungo le strade.
- Le carte militari, di solito molto dettagliate, che rappresentano tutti i punti strategici.

Infine, esistono particolari tipi di carte usate solo per scopi didattici, in particolare le carte geografiche mute, dove sono omessi i nomi dei luoghi.

## Scala cartografica
La scala di rappresentazione o scala di riduzione è il rapporto costante fra le dimensioni lineari della carta, cioè le lunghezze grafiche, e le distanze rispettive sulla superficie terrestre o lunghezze reali.
Il rapporto 1/X indica che un centimetro misurato sulla carta equivale a X centimetri sul terreno reale. Non occorre indicare le unità di misura: se 1 cm corrisponde a X cm, anche 1 m corrisponde a X m e 1 km a X km. Comunemente il rapporto è indicato con il simbolo ":", p.es. 1:10000.
È frequente anche l'uso della scala grafica, che si costruisce in base alla scala numerica. È una retta, divisa in modo che le parti rappresentino la nuova unità lineare della scala di riduzione numerica ed i suoi sottomultipli.
Poiché la superficie della Terra è curva e invece le carte geografiche sono realizzate su una superficie piana, l'operazione che crea le carte (la proiezione cartografica) non permette di rispettare perfettamente la scala per tutte le distanze. Questo problema, che è importante nei planisferi e nelle carte generali molto estese, può essere ignorato nelle carte più limitate.